# Dubrawka von Böhmen

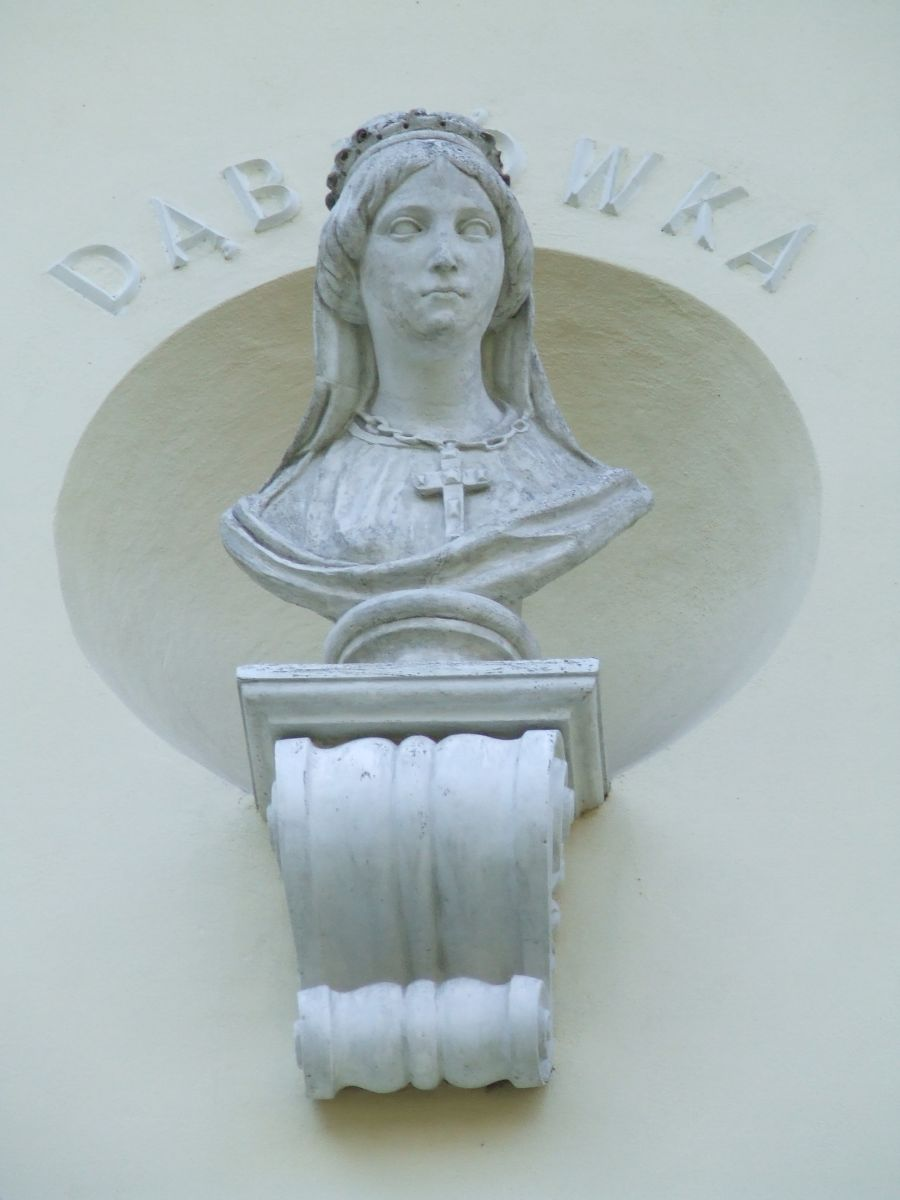
Büste der Herzogin Dąbrówka, Palais von Julian Ursyn Niemcewicz in Ursynów, Warschau

Dubrawka von Böhmen  (auch Dabrowka, tschechisch Doubravka, Dubrovka, polnisch Dąbrówka, Dobrawa Przemyślidka; † 977) aus der Herrscherfamilie der Přemysliden war ab 965 als Ehefrau des polnischen Herzogs Mieszko I. Herzogin von Polen.

## Leben
Dubrawka war die Tochter des Herzogs Boleslav I. von Böhmen. Ihr Geburtsdatum ist unbekannt und kann nicht genauer als in die Zeitspanne zwischen den Jahren 929 und 953 eingegrenzt werden.
Im Jahr 965 (nach älteren Angaben 963) heiratete sie den polnischen Herzog Mieszko I., der im Rahmen der Hochzeit seinem alten Glauben abschwor, sich taufen ließ und zum Christentum übertrat. Diese Ehe band die slawischen Herzogtümer Böhmen und Polen politisch enger aneinander. Eine spätere historische Tradition schreibt Dubrawka den Bau einiger Kirchen in Posen und Gnesen zu. Auch an der Gründung des ersten polnischen Bistums in Posen im Jahr 968 soll sie beteiligt gewesen sein.

## Ehe und Nachkommen
Aus ihrer Ehe mit dem polnischen Herzog Mieszko I. entstammen
- Bolesław I. Chrobry, der spätere polnische König
- eine Tochter mit späterem schwedischen Namen Sigrid[1] (der ursprüngliche Name war wahrscheinlich nicht Świętosława),[2] die Ehefrau des schwedischen und dänischen Königs Sven Gabelbart, Mutter von König Knut dem Großen
- möglicherweise Herzog Vladivoj von Böhmen?